# Amédée Doutrepont
Amédée Guillaume Doutrepont (Brugge, 1 oktober 1885 - Brussel, 19 juli 1972) was een Belgisch senator.

## Levensloop
Doutrepont was beroepshalve vakbondssecretaris.
In 1946 werd hij verkozen tot gemeenteraadslid van Watermaal-Bosvoorde. Hij was schepen van deze gemeente van 1953 tot 1958.
Hij werd in 1936 verkozen tot socialistisch senator voor het arrondissement Brussel. Hij vervulde dit mandaat tot in 1961. Van 1946 tot 1961 was hij quaestor.